# اللاتينيون
اللاتينيون اسم يشار في الأصل إلى قبيلة يميل مكانهم في وسط إيطاليا القديمة. كما نشرت السلطة الرومانية الثقافة اللاتينية، جاء مصطلح اللاتينيين ليلقب به أي شخص يعيش في الثقافة اللاتينية ويتحدث اللاتينية أو لغة الرومانسية[ ؟ ].
وكان اللاتينيون الأصليين قبيلة تقطن وسط إيطاليا، في لاتسيو في الوقت الحاضر. من خلال فتوحات مدينتهم الأكثر اكتظاظا بالسكان، روما، كانت ثقافة اللاتينيين هي«الرومانية» أو «اللاتينية» في بقية إيطاليا، وكلمة اللاتينية توقفت لتوصف عرقا معينا، لتكسبه شعورا أكثر بالثقافة. كما انتشرت الإمبراطورية الرومانية لتشمل المناطق التي هي الآن إسبانيا والبرتغال وفرنسا ورومانيا، انضمت إلى إيطاليا لتصبح «اللاتينية»، كما أن اللغات التي يتحدث بها في هذه البلدان مستمدة في المقام الأول من اللغة اللاتينية. في أواخر القرن الخامس عشر- السادس عشر، بدأت الألفية بعد سقوط الإمبراطورية الرومانية الغربية، والبرتغال، وإسبانيا، وفرنسا في خلق إمبراطوريات عالمية. نتيجة لذلك، وبحلول منتصف القرن التاسع عشر، أصبحت المستعمرات الأمريكية السابقة لهذه الدول تعرف باسم أمريكا اللاتينية وسكان هذه المنطقة كأمريكيين لاتينيين.

## العصور القديمة

إيطاليا في القرن 400 قبل الميلاد

كان اللاتينيون شعبا يميل موقعه في منطقة لاتيوم القديمة في وسط إيطاليا، (لاتيوم فيتوس - لاتيوم القديمة)، في الألفية الأولى قبل الميلاد. على الرغم من أنهم يعيشون في دول المدن المستقلة، وتحدثوا لغة مشتركة (اللاتينية)، وعقدت المعتقدات الدينية المشتركة، وتقاسموا الشعور بالقرابة، وقيل في أسطورة أن جميع اللاتينيين ينحدرون من اللاتينية. وتعبد اللاتينية على مونس ألبانوس (جبل ألبانو) خلال مهرجان سنوي يحضره جميع اللاتينين، بما في ذلك من روما، واحدة من الدول اللاتينية. طبقت المدن اللاتينية الحقوق المشتركة للإقامة والتجارة فيما بينها.وحدت طموحات روما الإقليمية بقية اللاتينيين ضدها في عام 341 قبل الميلاد، ولكن في النهاية فازت روما في عام 338 قبل الميلاد.نتيجة لذلك، تم دمج بعض الدول اللاتينية داخل الدولة الرومانية، وأعطيت سكانها الجنسية الرومانية الكاملة. وأصبح آخرون حلفاء رومان وتمتعوا بامتيازات معينة.العصور الوسطى بعد سقوط الإمبراطورية الرومانية الغربية، اعتنق العديد من الأوروبيين الهوية «اللاتينية»، وبشكل أكثر تحديدا، أصبحوا مثل الرومان[ ؟ ]، كأعضاء في الإمبراطورية.في الإمبراطورية الرومانية الشرقية، والعالم الأرثوذكسي اليوناني الأوسع، كان اللاتينيون مشابهين لجميع الناس الذين اتبعوا المسيحية الكاثوليكية الرومانية. كان أساسا توصيفا سلبيا، خصوصا بعد الانقسام عام 1054. مصطلح الاتينيين لا يزال يستخدم من قبل مجتمعات الكنيسة الأرثوذكسية[ ؟ ]، ولكن فقط في سياق لاهوتي.تأسست الإمبراطورية الرومانية المقدسة بعد قرون من سقوط روما، لكنها سميت بذاك الاسم بسبب تهديد اسم الشعب الروماني وتكريما للملك بلقب «ملك الرومان». على الرغم من هذا، كانت الإمبراطورية الرومانية المقدسة إلى حد كبير قضية ألمانية مع الملوك الألمان، على الرغم من أن أراضيها كانت أكبر بكثير من ألمانيا الحالية.

## العصور الوسطى
بعد سقوط الإمبراطورية الرومانية الغربية، اعتنق العديد من الأوروبيين الهوية «اللاتينية»، وبشكل أكثر تحديدا، أصبحوا مثل الرومان، كأعضاء في الإمبراطورية.في الإمبراطورية الرومانية الشرقية، والعالم الأرثوذكسي اليوناني الأوسع، كان اللاتينيون مشابهين لجميع الناس الذين اتبعوا المسيحية الكاثوليكية الرومانية. كان أساسا توصيفا سلبيا، خصوصا بعد الانقسام عام 1054. مصطلح الاتينيين لا يزال يستخدم من قبل مجتمعات الكنيسة الأرثوذكسية[ ؟ ]، ولكن فقط في سياق لاهوتي.تأسست الإمبراطورية الرومانية المقدسة بعد قرون من سقوط روما، لكنها سميت بذاك الاسم بسبب تهديد اسم الشعب الروماني وتكريما للملك بلقب «ملك الرومان». على الرغم من هذا، كانت الإمبراطورية الرومانية المقدسة إلى حد كبير قضية ألمانية مع الملوك الألمان، على الرغم من أن أراضيها كانت أكبر بكثير من ألمانيا الحالية.

## استخدامات حديثة

### أوروبا اللاتينية
يستخدم مصطلح «اللاتينية» ليشير إلى الشعوب الأوروبية التي ثقافاتها الخاصة مستمدة من الرومانية، عموما بما في ذلك استخدام اللغات الرومانسية والهيمنة التقليدية للكاثوليكية الرومانية.تميز التقاليد القانونية والثقافية الرومانية القوية هذه الدول. أوروبا اللاتينية هي قسم رئيسي من أوروبا، بالإضافة إلى أوروبا الجرمانية وأوروبا السلافية.

### أمريكا اللاتينية
من بين جميع مناطق العالم، تأثرت الأمريكتان بشكل كبير بالبلدان الأوروبية الناطقة بالفرنسية فيما يتعلق بالثقافة واللغة والدين[ ؟ ] والمساهمة الجينية للسكان. سميت المنطقة الأوروبية اللاتينية التي تأثرت بالأمريكتين بأمريكا اللاتينية في القرن التاسع عشر.غالبا ما اعترف الإمبراطور الفرنسي نابليون الثالث بهذه التسمية. يستخدم المصطلح عادة للإشارة إلى البلدان الناطقة بالإسبانية والبرتغالية، وهي أمريكا اللاتينية والبرازيل. معظم الأمريكيين اللاتينيين لديهم أصول لاتينية أوروبية، لا سيما الإيطالية[ ؟ ] والإسبانية والفرنسية والبرتغالية.

## الروابط الخارجية
- Distinguishing the terms: Latins and Romans